# Anno internazionale del pianeta Terra
L'anno internazionale del pianeta Terra è stato proclamato per il 2008 dall'ONU.
La decisione di istituire la ricorrenza è stata presa il 22 dicembre del 2005 dall'Assemblea generale delle Nazioni Unite, con lo scopo di divulgare il patrimonio di conoscenza ottenuto dalle geoscienze.
La manifestazione si propone di mostrare l'applicabilità delle scienze della terra alla vita quotidiana, toccando diversi ambiti che vanno dalla salute alla sicurezza, dall'economia all'agricoltura e i modi con cui queste possono aiutare le future generazioni a comprendere i cambiamenti del pianeta, per creare un mondo più sicuro e prospero.
L'ONU invita governanti ed educatori a dare maggiore attenzione alle scienze della terra e a sfruttare le opportunità che queste forniscono.
Il 30 maggio 2008,il presidente della repubblica italiana Giorgio Napolitano così inaugura l'anno internazionale:"Occorre un grande risveglio delle coscienze: l'informazione e l'educazione ambientale sono fondamentali per incidere sia sui comportamenti individuali sia sulle scelte collettive”.